# Musa Musalaev

Musa Musalaev

Musa Musalaev (* 3. April 1979 in Gurjew, Kasachische SSR; † 18. November 2016 in Neu-Ulm; Pseudonym: Prince of Tatarstan) war ein tatarischer Kickboxer und mehrfacher Weltmeister im professionellen Kickboxen und MMA (Mixed Martial Arts).

## Leben
Musa Musalaev war Beirat des bevollmächtigten Vertreters der Republik Tatarstan in der Russischen Föderation im Bereich der Entwicklung der Sport- und Körperkultur.
Im Jahr 2010 besiegte er im Kampf um den Weltmeistertitel im Kickboxen (WBKF) Gamzat Isalmagomedow, einen russischen Kickboxer und damaligen Weltmeister (WAKO), durch technisches KO. Durch den Erlass des Präsidenten der Republik Tatarstan, Rustam Nurgalijewitsch Minnichanow, vom 29. November 2011 wurde er zum offiziellen Botschafter der XXVII. Sommer-Universiade 2013 in Kasan (Russland) berufen.
Seit 2013 lebte er mit seiner Familie in Deutschland.
Am 18. November 2016 wurde Musalaev aus bislang ungeklärten Gründen vor seinem Haus in Neu-Ulm von einer unbekannten Person erschossen. Er wurde auf dem Friedhof in Neu-Ulm beigesetzt. Auf seinem Grabstein ist der Name Heinrich von Mirbach zu lesen.

## Kämpfe
| Jahr | Austragungsort          | Veranstaltung                                                                 | Gegner                         | Resultat                          |
| ---- | ----------------------- | ----------------------------------------------------------------------------- | ------------------------------ | --------------------------------- |
| 2010 | Odinzowo, Russland      | Kampf um den Weltmeistertitel im Kickboxen (WBKF)                             | Gamzat Isalmagomedow, Russland | Sieg TKO / 1. Runde (9 s)         |
| 2011 | Vilnius, Litauen        | Kampf um den Weltmeistertitel KOK (Kind of Kings)                             | Zaur Dzhawadow, Litauen        | Sieg TKO / 1. Runde (24 s)        |
| 2011 | Kischinau, Moldawien    | Kampf um Europameistertitel MMA Bushido FC                                    | Igor Gryzkiw, Ukraine          | Sieg Submission / 1. Runde (10 s) |
| 2011 | Lublin, Polen           | Kampf um Weltmeistertitel MMA Bushido FC                                      | Pierre Miller, Deutschland     | Sieg TKO / 1. Runde (15 s)        |
| 2012 | Moskau, Russland        | Kampf um Weltmeistertitel MMA Verdict FC                                      | Kornel Zapadka, Polen          | Sieg TKO / 1. Runde (30 s)        |
| 2012 | Leverkusen, Deutschland | Kampf um den Interkontinentalmeistertitel DKKO                                | Andrey Zabal, Polen            | Sieg TKO / 1. Runde (60 s)        |
| 2012 | Lemberg, Ukraine        | Kampf um Weltmeistertitel K-1 APWE (professional Association of Martial Arts) | Jurij Logwinchuk, Ukraine      | Sieg KO / 1. Runde (5 s)          |
| 2012 | Donezk, Ukraine         | Kampf um Weltmeistertitel K-1 APWE (professional Association of Martial Arts) | Long Wei Li, Südkorea          | Sieg KO / 1. Runde (20 s)         |

## Titel
- Weltmeister im professionellen Kickboxen (APWE, 2012)
- Interkontinentalmeistertitel im K-1 (DKKO, 2012)
- Weltmeistertitel im Mixed Martial Arts – ММА (VERDICT FC 2012)
- Weltmeistertitel im Mixed Martial Arts – ММА (Bushidō – BUSHIDO FC 2012)
- Europameister im Mixed Martial Arts – ММА (Bushidō – BUSHIDO FC 2012)
- Weltmeistertitel im К-1 (King Of Kings, 2012)
- Weltmeistertitel im Kickboxen (WBKF, 2010)
- Weltmeistertitel im Thaiboxen (2009)
- Schwarzer Gürtel 5. Dan (Bushidō – BUSHIDO)